# Tight (album)
Tight è il primo album in studio del gruppo musicale statunitense Mindless Self Indulgence, pubblicato nel 1999.
Il disco è stato riedito nel 2011 col titolo Tighter.

## Tracce
1. Grab the Mic – 1:20
2. Bring the Pain (Method Man cover) – 3:39
3. Mindless Self Indulgence – 0:22
4. Tight – 2:47
5. Diabolical – 1:43
6. Molly – 1:44
7. Tornado – 1:51
8. Daddy – 1:20
9. Pussy All Night – 2:21
10. Apple Country – 1:07
11. Dickface – 2:07
12. Bite Your Rhymes – 2:38
13. Hail Satan (live recording of "Tornado" at CBGB on May 23, 1998) – 1:57
14. Ecnegludni Fles Sseldnim + JX-47 – 6:47

## Formazione
- Kitty – batteria
- Steve, Righ? – chitarra
- Jimmy Urine – programmazione, voce
- Vanessa Y.T. – basso